# Stefaan Allemeersch
Stefaan Allemeersch (9 september 1971) is een Belgische voormalige atleet, die gespecialiseerd was in de sprint. Hij nam deel aan de wereldkampioenschappen U20.

## Loopbaan
Allemeersch kon zich in 1990 op de Belgische kampioenschappen U20 en U23 met en tijd van 10,49 s op de 100 m en 21,11 s op de 200 m plaatsen voor de wereldkampioenschappen U20 in Plovdiv. Hij bereikte op beide afstanden de halve finales. Voor zijn prestaties tijdens dat jaar kreeg hij de Gouden Spike voor beste belofte.
Allemeersch was aangesloten bij Houtland Atletiekclub en stapte in 1992 over naar FC Luik. Met die club werd hij in 1995 Interclubkampioen.

## Persoonlijke records
| Onderdeel | Prestatie | Datum        | Plaats                 |
| --------- | --------- | ------------ | ---------------------- |
| 100 m     | 10,49 s   | 28 juli 1990 | Sint-Lambrechts-Woluwe |
| 200 m     | 21,11 s   | 28 juli 1990 | Sint-Lambrechts-Woluwe |

## Palmares

### 100 m
- 1990: 8e in ½ fin. WK U20 te Plovdiv - 10,63 s

### 200 m
- 1990: 6e in ½ fin. WK U20 te Plovdiv - 21,77 s
- 1991:  BK AC - 21,50 s
- 1993:  BK AC indoor - 22,02 s
- 1993:  BK AC - 21,60 s

## Onderscheidingen
- 1990: Gouden Spike voor beste mannelijke belofte